# Depoente
Em linguística, depoente é uma forma verbal que existe no latim, no grego, no sânscrito e no sueco.[carece de fontes?] Ela ocorre quando o verbo está escrito na voz passiva e porém têm o mesmo significado na voz ativa.